# 屈巴赫河
47°41′07″N 11°07′31″E / 47.68539°N 11.12526°E

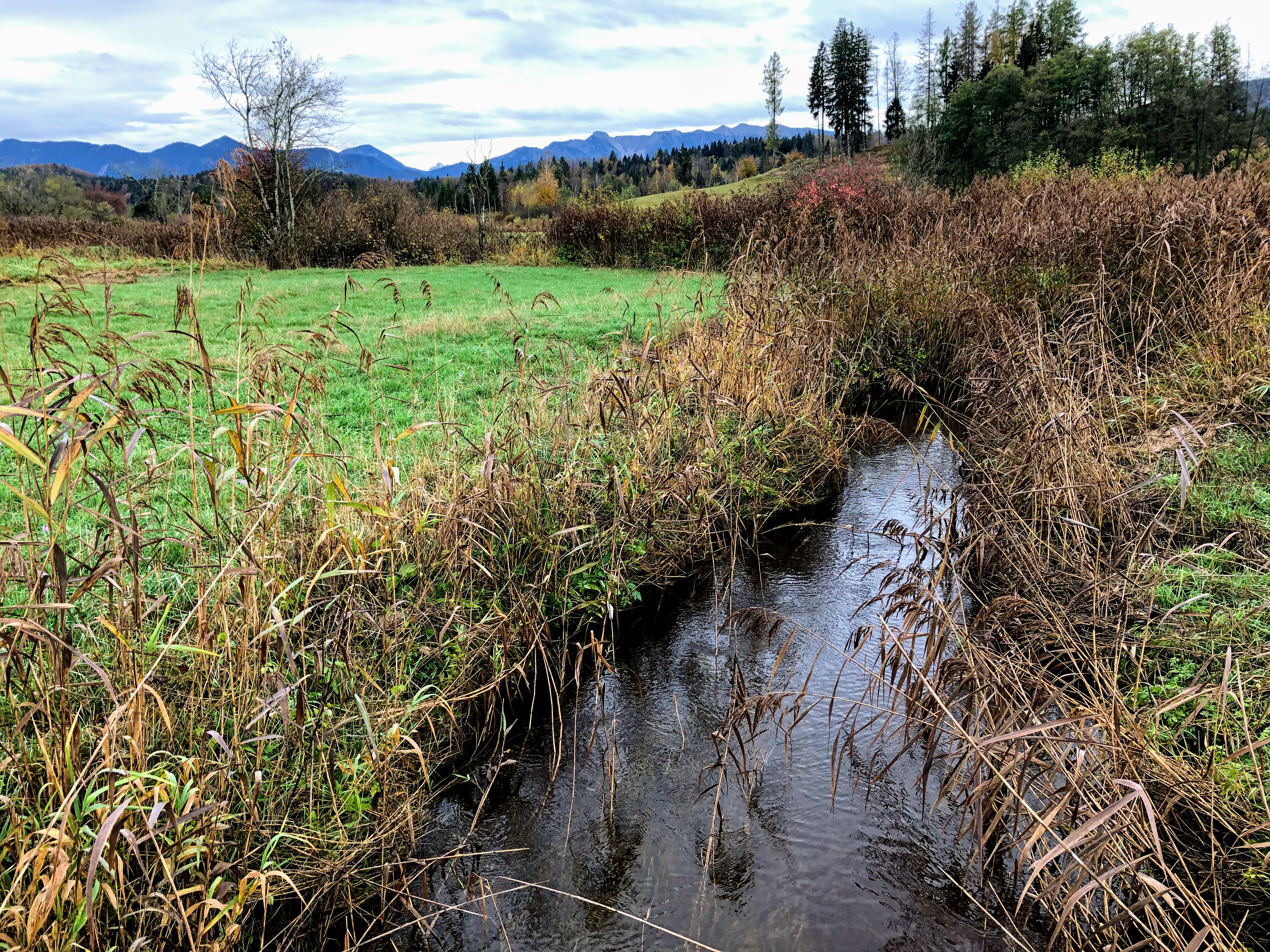

屈巴赫河（德語：Kühbach），是德國的河流，位於該國東南部，由巴伐利亞負責管轄，屬於屈巴赫河的支流，河道全長9.1公里，發源自巴特科爾格魯布。